# Vukašin Brajić
Vukašin (Wookee) Brajić (rođen 9. veljače 1984.) mladi je pop-rock glazbenik koji je postao poznat široj javnosti tijekom sudjelovanja u reality showu Operacija trijumf  2008/2009, koji se emitirao preko šest nacionalnih televizijskih mreža u pet država (Bosna i Hercegovina, Hrvatska, Srbija, Crna Gora i Makedonija), gdje je osvojio drugo mjesto. 
S pjesmom "Thunder and Lightning" Edina - Dine Šarana predstavljao je Bosnu i Hercegovinu na 55. izboru za Pjesmu Eurovizije 2010. godine u Oslu u Norveškoj.

## Životopis
Vukašin Brajić rođen je 9.2. 1984. godine u Sanskom Mostu, u Bosni i Hercegovini, kao najstarije od troje djece Sime i Dušanke. Ima mlađeg brata Nenada i mlađu sestru Nevenu. 
Interes za glazbu pokazao je još u ranom djetinjstvu kada je od roditelja u trećem razredu zatražio da ga upišu u glazbenu školu, što u teškom ratnom vremenu nije bilo moguće. Upravo zbog rata, Vukašinova se obitelj 1995. godine preselila iz Bosne i Hercegovine u Srbiju u mjesto Mali Požarevac u Sopotu, gdje su bili godinu dana, da bi se nakon toga preselili u Čačak, gdje obitelj Brajić i danas živi. U Čačku je Vukašin dovršio osnovnoškolsko obrazovanje i završio gimnaziju. Za Čačak su vezani i njegovi glazbeni počeci. Iako mu roditelji nisu mogli priuštiti glazbeno obrazovanje, Vukašin se sam trudio učeći iz knjiga i s Interneta te je svladao sviranje klavijatura i gitare, koju je s nepunih 15 godina dobio na poklon od ujaka, i rekao porodici: "Jednog dana sve vas će ova gitara da hrani". Također je pjevao u zboru, plesao u plesnom klubu Luna, te je bio član Dramskog kluba književne omladine.  Tako je stekao prva iskustva u javnim nastupima i na natjecanjima.
S 19 godina odlazi iz Čačka u Negotin gdje je upisao Učiteljski fakultet jer mu je on pružao ono što voli - scenski pokret, glazbu i pjevanje. Vukašin je zavolio rad s djecom i govorio je kako su učenici njegova publika, a učionica scena. Od diplome ga danas dijeli još samo diplomski rad koji je odgodio zbog početka glazbene karijere. U Negotinu mu je cimer bio gitarist jednog sastava od kojega je Vukašin naučio mnogo i znatno usavršio sviranje gitare.

## Affect
Dok je bio na trećoj godini fakulteta odlazi iz Negotina u Beograd. Naime, 2003. godine u Negotinu je upoznao Darka Nikodijevića i Nemanju Anđelkovića koji su iste godine snimili nekoliko pjesama melodičnom metal-rock stilu i odlučili napraviti sastav koji su nazvali Affect.  Kako nisu imali vokal, uvidjevši da Vukašin dobro pjeva, voli glazbu, te uz to svira gitaru, pozvali su njega. U ljeto 2004. Vukašin je snimio s njima četiri pjesme. Vukašinu su se pjesme svidjele i brzo se pronašao u njima.  Početkom 2005. godine Affect dobiva stalnu postavu kada mu se priključuju basist Nikola Dimitrijević i bubnjar Željko Despić.  Zbog ograničenih uvjeta su do 2006. godine radili su na snimanju 10 pjesama za album. 
U ljeto 2006. godine stupili su u kontakt s Ognjenom Uzelcem,  direktorom PGP RTS-a koji im je pružio mogućnost da PGP izda Affectu promotivni cd-singl s dvije pjesme. U jesen 2006 godine su u studiju 5 PGP RTS-a snimili svoje dvije pjesme "Ništa više ne ostaje" (u engleskom originalu "Read from my eyes")  i i instrumentalnu obradu tradicionalne srpske pjesme "Ajde Jano", koju su oni svirali u heavy-metal stilu. U travnju 2007.  godine izdali su taj promo-singl objavljen u 150 primjeraka. Uživo su nastupali po Beogradu na mjestima na kojima se svira rock'n'roll, a uz pomoć ekipe radija Beograd 202 su nastupali i van Beograda. Zbog mnogo razloga, od kojih je jedan taj da se samo Vukašin od svih članova sastava želio baviti glazbom profesionalno, krajem 2007. Affect je stavljen na "stand by", ali Darko Nikodijević i Nemanja Anđelković i dalje su uz Vukašina kao dio tima koji će raditi s njim i na projektima koji slijede. 

## Lucky Luke
Vukašin se i nakon prestanka rada Affecta nastavlja baviti glazbom u akustičnom duetu Lucky Luke (bivši Ausonia Duo) s Markom Marićem. Njih su dvojica nastupali po kafićima sve do Vukašinovog odlaska u Operaciju trijumf. Također su imali i nekoliko televizijskih nastupa u jutarnjim programima i dnevnim kronikama.

## Operacija trijumf
Vukašinova priča o Operaciji trijumf počinje kada ga je njegov cimer iz Negotina Bojan obavjestio da je počelo prijavljivanje, a kum Marko popunio prijavnicu. Vukašin, koji je u to vrijeme bio u Negotinu gdje se posvetio fakultetu, odmah je krenuo s pripremama. Otišao je u Beograd i sav novac koji bi zaradio od svirki trošio je na sate pjevanja kod profesorice Tanje Andrejić s kojom je radio tri mjeseca.
Prošavši na audicijama, tijekom ljeta je odradio nekoliko promotivnih koncerata diljem Srbije s ostalim sudionicima showa iz Srbije. Iako već 13 godina živi u Srbiji, Vukašin je kao svoj rodni grad naveo Sanski Most te je u showu sudjelovao kao predstavnik Bosne i Hercegovine.
29.9.2008. je počeo show prvom galom na kojoj je Vukašin u duetu s Ivanom Nikodijević otpjevao pjesme "Kad padne noć" Riblje čorbe i pjesmu "Enter Sandman" koju izvodi Metallica. Već na drugoj gali uslijedila je njegova prva nominacija nakon izvedbe pjesme "Kiselina" grupe Van Gogh, a za razlog nominacije Vukašin je ostao uskraćen. Tada ga je spasio direktor. Na sljedećoj je gali u duetu s Igorom Cukrovim otpjevao pjesmu "Supermen". Slijedila je pjesma "Apologize" grupe OneRepublic koju je otpjevao u duetu sa Sonjom Bakić, te pjesma "Kids" Robbieja Williamsa i Kylie Minogue koju je otpjavao s Anom Bebić. Na 6. gali je s Nikolom Sarićem otpjevao pjesmu Metka "Da mi je biti morski pas" i "Ja volim samo sebe" grupe Psihomodo Pop. Na sljedećoj je gali uslijedila grupna nominacija nakon koje je Vukašin ostao u daljnjem natjecanju. Tada je sve oduševio odličnom izvedbom i scenskim nastupom pjesme "Klatno" grupe Van Gogh, ali je poslije sljedećeg nastupa, na kojem je izveo pjesmu "Highway to Hell" grupe AC/DC, zaradio prvu nominaciju nakon koje je publika odlučivala o njegovom ostanku na akademiji. U neizvjesnoj borbi s Đorđem Gogovim, koji je do tada u više navrata bio među favoritima publike, Vukašin je uspio proći dalje. Te je večeri izveo pjesmu "More than words" grupe Extreme, koja je ostala zapamćena kao jedan od njegovih najboljih nastupa u kojem je pokazao i svoje umijeće sviranja akustične gitare, te u duetu s Đorđem Gogovim pjesmu Lennyja Kravitza "Are you gonna go my way".  Već na sljedećoj gali nastavio se niz u kojem je njegov ostanak u showu bio stavljen pred publiku. Na 10. gali je nakon izvedbi pjesme "Kreni prema meni" Partibrejkersa i Beatlesovih "Help" i "A ‎Hard day's night" ponovno nominiran, sada s Nikolom Sarićem. Ponovno ostavši na akademiji, pored jednog od dotadašnjih favorita publike, zaradio je nadimak "ubica favorita". Na toj je gali otpjevao pjesme "Smells like teen spirit" grupe Nirvana, Azrin "Balkan" u duetu s Nikolom Sarićem i pjesme Queena "We will rock you" i "We are the champions". No žiri ga ponovno nominira, ovaj put sa Sonjom Bakić. Na sljedećoj gali je otpjevao pjesmu "Nothing else matters" grupe Metallica, ponovno pokazavši gitarističko umijeće, i u duetu sa Sonjom pjesmu "Svet tuge" od Negativa, te pjesme "Mi plešemo" i "Maljčiki" s Anom Bebić i Igorom Cukrovim. Vukašin je i ovu nominaciju "preživio" na sreću mnogobrojnih fanova čiji se broj iz dana u dan povećavao, ali žiri je opet učinio potez koji im je postao rutina, ponovno ga je nominirao, sada s Igorom Cukrovim. Na sljedećoj je gali otpjevao pjesme "Godine prolaze" Parnog valjka i s Igorom pjesmu grupe U2 "With or without you". Publika ga je ponovno ostavila na akademiji i Vukašin se našao u polufinalu. U polufinalu je sve oduševio izvedbama pjesama "Angels" Robbieja Williamsa te pjesme "Ugasi me" koju je otpjevao s Akijem Rahimovskim. U finale je ušao kao drugoplasirani, iza Adnana Babajića. Finale je otvorila pjesma "Live and let die" koju su skupa otpjevali svi finalisti. Vukašin je uz nju otpjevao još tri pjesme,  "Easy" Commodorsa, te već prije izvedene "More than words" i "Highway to hell".
Natjecanje je završio kao drugoplasirani, iza pobjednika Adnana Babajića. Sudeći prema objavljenim podacima, Vukašin je osvojio približno 330 000 glasova. Naravno, za svoje fanove, on je moralni pobjednik!
Vukašin se istaknuo po mnogo čemu tijekom showa i stekao naklonost mnogobrojne publike svih generacija i iz svih zemalja bivše Jugoslavije. O njemu se govori kao o čovjeku koji je ujedinio prostor cijele bivše države. Ostao je zapamćen po svojim vokalno i scenski odličnim nastupima koji su mu, prema ocjeni žirija, donijeli "najbolju prosječnu ocjenu od svih studenata". Pamti se i po izjavi "Forumaši su najgori ljudi. I ja sam Forumaš!", koja ga je učinila miljenikom forumaša.

## Karijera nakon OT-a
Vukašin je 23. veljače 2009. godine nastupio s članovima OT Benda (Vukašin, Nikola Paunović, Đorđe Gogov i Nikola Sarić) i Sonjom Bakić kao predgrupa Jamesu Bluntu na njegovom koncertu u Beogradu pred nekoliko tisuća gledatelja.
Kao član OT Benda, Vukašin se plasirao na Beoviziju 2009 (srpska inačica hrvatske Dore) s pjesmom „Blagoslov za kraj“. Na polufinalnoj večeri, 7. ožujka 2009. godine, OT Bend je osvojio maksimalnih 24 bodova i ušao u finale kao prvoplasirani. Dan kasnije, u finalu, od gledatelja je OT Bend ponovno dobio maksimalnih 12 bodova, s osvojenim rekordnim 28 521 glasom od ukupno 53 550 glasova pristiglih za svih 11 skladbi. To ipak nije bilo dovoljno za pobjedu jer je žiri ovoga puta Bendu dao samo 5 bodova. U konačnici, OT Bend je završio kao drugoplasirani.
19. i 20. travnja 2009. godine Vukašin je, s ostalim sudionicima Operacije Trijumf, održao dva koncerta u Sava centru u Beogradu pred oko 10000 ljudi. Pjevao je pjesme OT Benda, kao i nekoliko domaćih i stranih hitova.
Tijekom ljeta 2009. godine sudionici prve Operacije Trijumf su napravili turneju po Crnoj Gori, čija je kruna bio koncert na punom Stadionu malih sportova u Podgorici.
Na glazbenom ljetnom festivalu "Sunčane skale 2009" u Herceg Novom, na prvoj večeri festivala pod nazivom "Prinčeve nagrade", OT Bend je dobio nagradu za "otkriće godine".
12. srpnja 2009. godine u Beogradskoj areni OT Bend je zajedno s Anom Bebić nastupio na svečanoj ceremoniji zatvaranja 25. ljetne Univerzijade.
Bivši studenti Operacije Trijumf su imali i nekoliko većih i manjih nastupa po gradovima Srbije. Jedan od zapaženijih bio je koncert OT Benda s Anom Bebić na centralnom gradskom trgu u Užicu, pred oko 10.000 ljudi.
Za kraj godine ostavljen je "Oproštajni koncert Operacije Trijumf" u Sava Centru u Beogradu. Studenti su se na taj način oprostili od zajedničkih nastupa pod imenom Operacija Trijumf te su nastavili zasebno graditi svoje karijere.
11. siječnja 2010. godine objavljeno je da će Vukašin Brajić s pjesmom "Thunder and Lightning" Edina - Dine Šarana, predstavljati Bosnu i Hercegovinu na 55. izboru za Pjesmu Eurovizije koje je održano u Oslu u Norveškoj. Vukašin je u finalu osvojio 17. mjesto skupivši 51 bod.

## Singlovi
| OT Bend - Blagoslov za kraj OT Bend - Strpi se još malo OT Bend feat. Karolina Gočeva - Zaboravi | Vukašin Brajić - Thunder and lightning / Munja i grom Vukašin Brajić feat. Alogia - Od svega umoran |

## Vanjske poveznice
- Službena web stranica
- Službeni Youtube kanal
- Vukašin Brajić na službenoj stranici Operacija trijumf  Arhivirana inačica izvorne stranice od 3. ožujka 2009. (Wayback Machine)
- Fan stranica na Facebook-u